# Army of Hardcore
„Army of Hardcore“ je skladba německé skupiny Scooter z alba Music for a Big Night Out z roku 2012. Jako singl vyšla píseň v roce 2012.

## Seznam skladeb
1. Army of Hardcore (Radio Edit) - (2:57)
2. Army of Hardcore (Extended Club Mix) - (6:05)